# Stadio Mario Rigamonti
Das Stadio Mario Rigamonti ist ein Fußballstadion in der italienischen Stadt Brescia in der Lombardei.
Es ist die Heimstätte des Fußballvereins Brescia Calcio, der seit Sommer 2020 wieder in der Serie B spielt, der zweithöchsten Liga Italiens. Die frühere Kapazität von über 27.000 Plätzen musste wegen verschärfter Sicherheitsbestimmungen reduziert werden.

## Geschichte
Anfang der 1950er Jahre beschloss die Stadtverwaltung Brescias, das größte Stadion der Stadt, das Stadium an der viale Venezia, durch ein moderneres zu ersetzen. Deshalb wurde zwischen 1956 und 1959 an anderer Stelle das Stadio Mario Rigamonti erbaut. Die Arena wurde nach Mario Rigamonti benannt, einem Sohn der Stadt, der Mitglied des Grande Torino war und 1949 bei der Tragödie von Superga ums Leben kam.
Seitdem wurde das Stadion immer wieder modernisiert, 2007 musste die Zuschauerkapazität wegen neuer Bestimmungen zur Stadionsicherheit beinahe halbiert werden. Nach dem Aufstieg in die Serie A im Jahr 2010 wurde nach den ersten drei Serie-A-Spielen die Kapazität von 16.308 Zuschauern auf 23.072 Zuschauer erhöht, indem der unterste Rang der Gegentribüne und der unterste Rang der Haupttribüne wieder freigegeben wurden. Grund für diese Veränderung war, dass der italienische Fußballverband für die Serie A eine Mindestkapazität von 20.000 Zuschauern vorschreibt. Seit dem Jahr 2010 ist die ganze Südkurve nur für Gästefans reserviert.

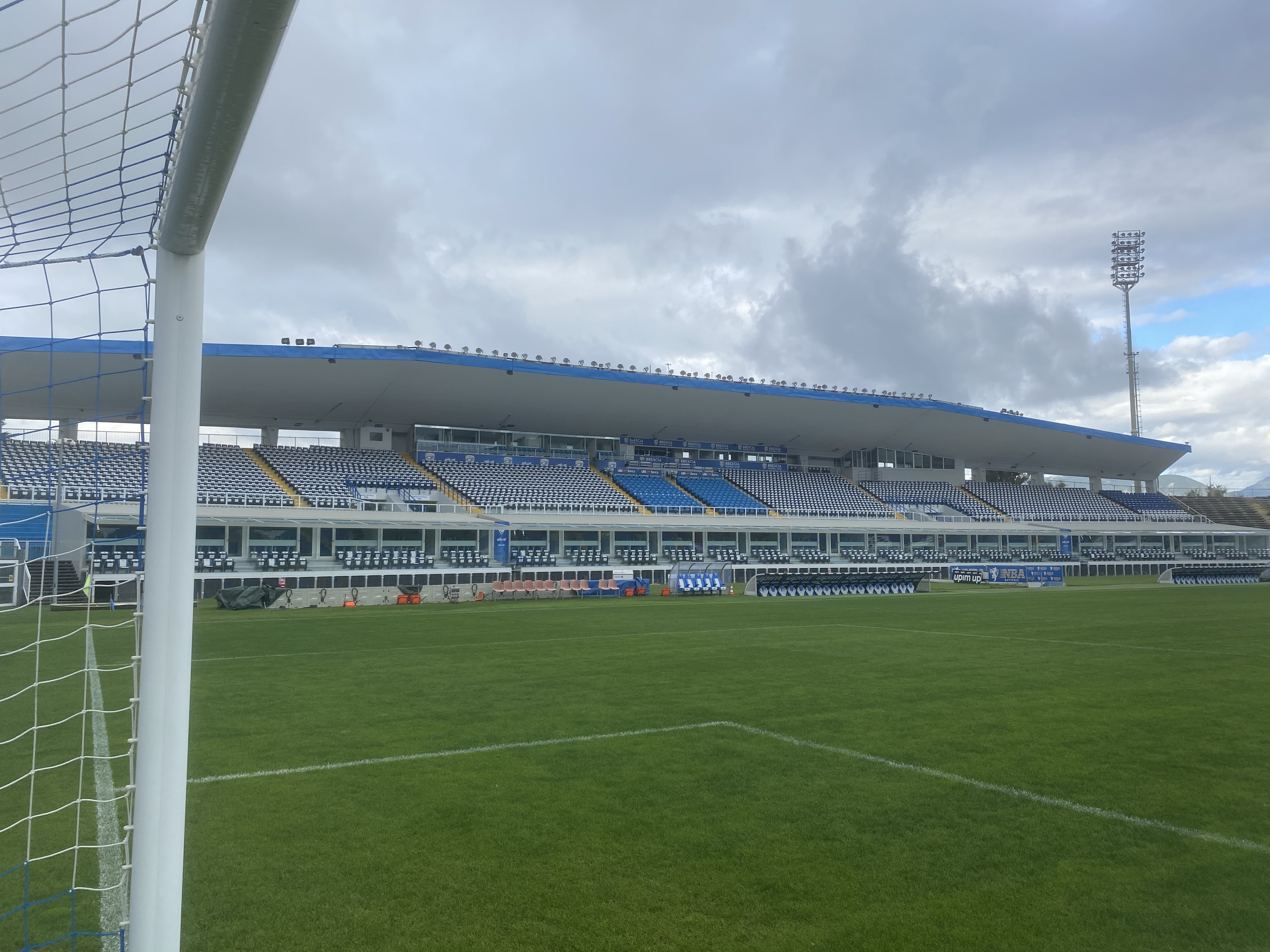
Das Stadio Mario Rigamonti im Jahre 2020

Im Jahr 2012 wurde auf der Nordtribünenseite eine Stahlrohrtribüne direkt am Spielfeldrand errichtet, welche als neue Heimat der Brescia-Fans dient. Diese neue Tribüne fasst 3.702 Zuschauer. Die Nordtribüne wurde 2013 nach Andrea Toninelli benannt, einem Fan, welcher bei der Rückkehr vom Play-off-Spiel gegen Livorno verunglückte.